# Adolf Fredrik Lindblad
Adolf Fredrik Lindblad (Skänninge, 1 de febrero de 1801 - Linköping, 23 de agosto de 1878) fue un compositor sueco del romanticismo. Es principalmente conocido por sus composiciones de lieder, de las cuales produjo más de 200. Otras obras musicales relevantes incluyen su Sinfonía n.º 1 en Do mayor, su Sinfonía n.º 2 en Re mayor y una ópera titulada Frondörerna ("Los rebeldes"). Era un amigo muy respetado de Felix Mendelssohn y tenía una relación de colaboración con la famosa soprano sueca Jenny Lind.

## Biografía
Nacido de un "padre desconocido" en la ciudad de Skänninge el 1 de febrero de 1801, pasó la mayor parte de sus primeros años de vida con su madre y su padre adoptivo en la provincia de Östergötland. Comenzó sus estudios musicales a una edad bastante temprana, estudiando principalmente piano y flauta. A la edad de quince años, obtuvo reconocimiento por componer un concierto para flauta que se interpretó en la cercana ciudad de Norrköping en 1816. Después de lograr su primer éxito compositivo, su padre adoptivo envió a Lindblad a trabajar en una oficina de envíos en Hamburgo para aprender el oficio, a la edad de diecisiete años, pero se quedó en Alemania solo un año.
Un año después de su regreso a Suecia en 1823, Lindblad se matriculó en la escuela de música de la Universidad de Upsala. Mientras estaba en Upsala, estudió armonía con Johann Christian Friedrich Hæffner y conoció a la escritora sueca Malla Silfverstolpe, quien lo animó a estudiar música en Berlín durante un año junto a Carl Friedrich Zelter. Allí coincidió con Felix Mendelssohn, de diecisiete años; los dos se hicieron grandes amigos y se escribían con frecuencia después de que Lindblad retornase a Suecia en 1827. En 1826, durante su estancia en Berlín, Lindblad publicó Der Nordensaal, una colección de 12 arreglos de canciones populares.
A su regreso a Suecia, Lindblad se dedicó exclusivamente a la música. Además de abrir una escuela de piano, que dirigió hasta 1861, fue contratado como profesor de música de la familia real sueca. Fue el instructor musical del príncipe heredero Óscar I y más adelante, tras su coronación como monarca, dio lecciones a sus hijos el príncipe Gustavo y la princesa Eugenia.
Gracias a su posición dentro de la corte real, que le proporcionaban unos ingresos fiables, Lindblad pudo dedicarse de lleno a la composición, especialmente a la canción sueca o lieder, de los cuales compuso más de 200. Su extensa obra musical le valió el apodo de "el Schubert sueco" o "el padre de la canción sueca". Su primera publicación, una colección de canciones compuestas por él y por su profesor Erik Gustaf Geijer, se produjo después del primer año de Lindblad en Upsala. Sus canciones se describen como genuinamente suecas, sin recurrir a melodías populares ya existentes.
El éxito de sus canciones suecas se debe en parte a la ayuda de su alumna estrella, la renombrada soprano Jenny Lind, también conocida como "el ruiseñor sueco". A menudo ayudaba en las composiciones vocales de Lindblad y las interpretaba regularmente en salones de la nobleza y la alta burguesía sueca.
La relación de colaboración de Lindblad con Jenny Lind trajo muchos triunfos. Por ejemplo, Lindblad llevó a Jenny Lind a conocer al famoso compositor de ópera, Giacomo Meyerbeer, mientras ella estudiaba canto en París, lo que precipitó su aumento de popularidad en Alemania y Reino Unido. Lindblad también presentó a Lind a su amigo Mendelssohn. Paulatinamente el cariño de Lindblad y Lind fue aumentando hasta forjar una relación romántica que llegó a oídos de la esposa de Lindblad, Sophie, quien se ofreció a dejarlo para que pudiera casarse con Jenny. El compositor rechazó esta oferta y su relación romántica con Lind cesó.
Aunque Lindblad era conocido principalmente por su vasto repertorio de canciones suecas, también compuso obras más grandes. En 1831 completó su Sinfonía n.º 1 en Do mayor. El primer movimiento de la obra se representaría ese año en el Riddarhuset de Estocolmo. La primera interpretación completa de la obra tuvo lugar el 25 de marzo de 1832. Sin embargo, no obtuvo elogios de la crítica hasta que fue interpretada por la Orquesta de la Gewandhaus de Leipzig bajo la dirección de Mendelssohn en 1839, interpretación que recibió una crítica positiva de Robert Schumann en la revista musical alemana Neue Zeitschrift für Musik. Lindblad continuó componiendo obras más grandes, incluida la Sinfonía n.° 2 en Re mayor, dos quintetos de cuerda, tres sonatas para violín, siete cuartetos de cuerda y una ópera, Frondörerna ("Los rebeldes").
Lindblad se esforzó por dar legitimidad a la música sueca y lo logró, a pesar de que la prensa de su país criticaba a menudo su música por ser demasiado audaz desde el punto de vista armónico. No fue hasta que Ludwig Spohr de Kassel elogió a Lindblad que los críticos suecos comenzaron a apreciar al compositor. Hacia el final de su vida, se abstuvo de componer grandes obras y pasó gran parte de su tiempo componiendo para amigos y compañeros músicos que compartían un "gusto sueco contemporáneo". Murió a la edad de 77 años en Linköping el 23 de agosto de 1878.

## Estilos e influencia
Los estudios de Lindblad con Zelter durante un año en Berlín fueron su mayor influencia musical. Lindblad también parece haber estado influenciado por compositores del clasicismo vienés como Mozart, Ludwig van Beethoven y Haydn. Como resultado, el estilo de Lindblad suena desde muy clásico tardío a romántico temprano, lo que es particularmente evidente en su Sinfonía n.° 1 en Do mayor y su Sinfonía n.° 2 en Re mayor.
Muchos elementos de la Primera Sinfonía recuerdan a la Eroica de Beethoven y la Primera Sinfonía de Weber. El parecido se percibe especialmente en la fanfarria de trompeta de apertura en el primer movimiento. El uso particular de la trompa en el "Scherzo" también es comparable a la Sinfonía Hornsignal de Haydn. El tercer movimiento, "Adagio e molto", se describe como similar a las obras tardías de Mozart. En el movimiento final, Lindblad explora varios estilos, comenzando con una fuga y cambiando abruptamente a una melodía lírica tocada por flautas. Un motivo muy similar al de la Novena de Beethoven.
En la Sinfonía n.º 2 en Re mayor, se pueden encontrar muchas de las mismas influencias a pesar de que se compuso casi 25 años después de su Primera. Lindblad emplea muchas cualidades estilísticas que se encuentran en el Mozart tardío, Haydn y Beethoven. Al escuchar la obra, se puede apreciar un breve uso de un motivo similar al motivo de cuatro notas de la Quinta Sinfonía de Beethoven. El segundo movimiento aporta una cualidad de danza que podría haber sido influenciada por los temas de Haydn, aunque con un toque más romántico. Se puede argumentar que el "Scherzo" evoca a Schumann. En el movimiento final de la Sinfonía n.º 2, Lindblad expresa su aprecio por Mozart citando el aria de Cherubino de Las bodas de Fígaro.
El estilo de orquestación de Lindblad ha sido elogiado por los críticos musicales como excelente, y el estilo de sus canciones se puede comparar con los estilos de lieder de Schubert, Schumann y Brahms, en el sentido de que muchas de las canciones de Lindblad son "estróficas o están construidas sobre un patrón de dos estrofas contrastantes que regresan más o menos variadas". Sin embargo, Lindblad compuso de una manera que hizo que la música se distinguiera de esas otras tradiciones de lieder. Sin recurrir a melodías folclóricas suecas tradicionales como base para sus canciones, pudo colorearlas de una manera que se describe como "genuinamente sueca". A Lindblad se le atribuye ser el compositor innovador del "estilo sueco" de la canción.

## Obras parcial

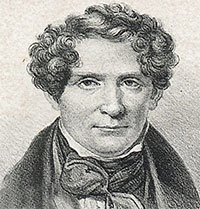
Litografía de Adolf Fredrik Lindblad, 1847.

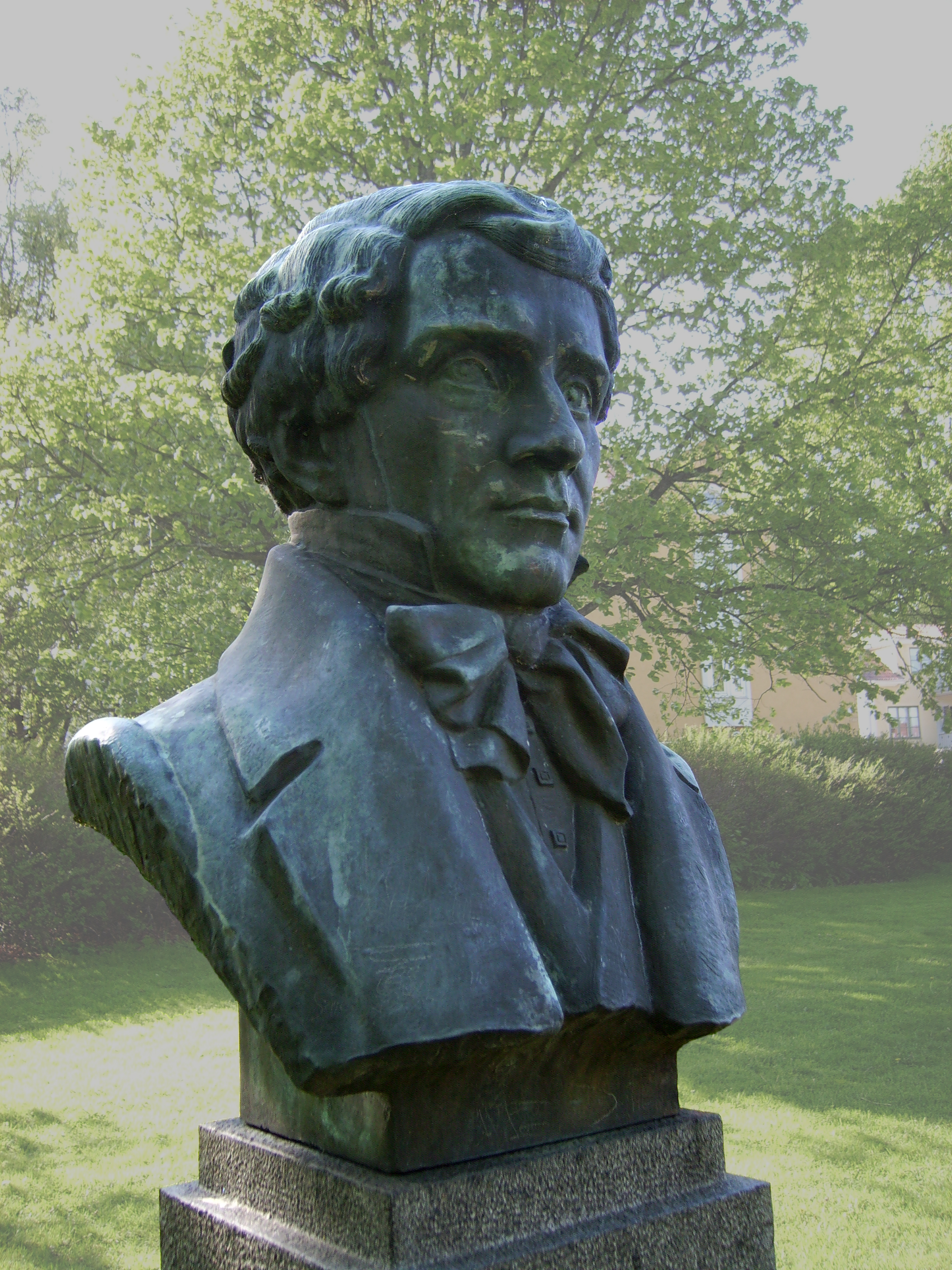
Estatua de Adolf Fredrik Lindblad en Skänninge.

### Obras orquestales
- Sinfonía n.º 1 en Do mayor, op. 19, 1831-1832 - estrenado el 25 de marzo de 1832
- Sinfonía n.º 2 en Re mayor, 1855 - estrenada el 6 de mayo de 1855
- Marsch vid Oscar I:s kröning, 1844

### Música de cámara
- Sonata para violín n.º 1 en Dol mayor, op. 9
- Sonata para violín n.º 2 en Re mayor, op. 11
- Sonata para violín n.º 3 en Mi bemol mayor
- Trío para piano, violín y viola en Sol menor, op. 10
- Cuarteto de cuerda n.º 1 en Sol mayor
- Cuarteto de cuerda n.º 2 en Si bemol mayor
- Cuarteto de cuerda n.º 3 en Do mayor
- Cuarteto de cuerda n.º 4 en Si menor
- Cuarteto de cuerda n.º 5 en fa mayor
- Cuarteto de cuerda n.º 6 en Mi bemol mayor
- Cuarteto de cuerda n.º 7 en La mayor - sin terminar
- Cuarteto de cuerda n.º 8 en Fa mayor - solo se conserva el primer movimiento
- Cuarteto de cuerda n.º 9 en Sol mayor
- Cuarteto de cuerda n.º 10 en Do mayor
- Quinteto de cuerda n.º 1 en La mayor - estrenado en 1829)
- Quinteto de cuerda n.º 2 en Fa mayor - estrenado en 1885

### Música para piano
- Sonata para piano en La mayor, 1828 - posiblemente inconclusa
- Ett litet stycke, Tempo di Marcia, en La mayor
- Häfte 1 - Till mina döttrar, 1861
- Häfte 2 - Till mina döttrar, 1862
- Häfte 1, 1884
- Häfte 2, 1884
- Häfte 3 - Till mina döttrar, 1885
- Pianostycken, i autograf - compuestas principalmente en la década de 1860
- Sena kompositioner i autograf, 1872−73
- Pianostycken, 1877 y 1920

### Ópera
- Frondorerna ("Los rebeldes"), 1823-35

### Arreglos
- Der Nordensaal, "Fern hin im Nord glänzet herrlich der Saal/Ferran i Norden lyser salen so clear" (Texto de S.J. Hedborn) para voz y piano, impreso en 1826.